# Färs & Frosta Sparbank Arena
FFS Arena é um estádio para partidas de handebol e eventos públicos em Lund, na Suécia, com capacidade para 3.000 espectadores durante eventos esportivos, sendo operado pela Lunds kommun. Os times suecos de handebol LUGI HF e H 43 Lund sediam suas partidas nele, que serviu também como uma das sedes do Campeonato Mundial de Handebol de 2011.